# Asthenomacrurus
Asthenomacrurus és un gènere de peixos actinopterigis de la família dels macrúrids i de l'ordre dels gadiformes.

## Taxonomia
- Asthenomacrurus fragilis (Garman, 1899)[4]
- Asthenomacrurus victoris (Sazonov & Shcherbachev, 1982)[5][6][7][8][9][10][11]